# Interprovincial Championship 1993-94
El Interprovincial Championship de 1993-94 fue la cuadragésimo octava edición del torneo de equipos provinciales de la Isla de Irlanda, es decir tanto de la República de Irlanda como de Irlanda del Norte.

## Sistema de disputa
El torneo se disputó en formato de todos contra todos, otorgando 2 puntos por el triunfo, 1 por el empate y 0 por la derrota. El equipo que obtuviera más puntos al final del campeonato era declarado campeón.

## Desarrollo
- Tabla de posiciones:[1]

| Pos. | Equipo         | Encuentros | Encuentros | Encuentros | Encuentros | Tantos | Tantos | Tantos | Puntos |
| Pos. | Equipo         | PJ         | PG         | PE         | PP         | F      | C      | Dif    | Puntos |
| ---- | -------------- | ---------- | ---------- | ---------- | ---------- | ------ | ------ | ------ | ------ |
| 1.º  | Leinster Rugby | 4          | 3          | 0          | 1          | 72     | 40     | +32    | 6      |
| 1.º  | Ulster Rugby   | 4          | 3          | 0          | 1          | 84     | 59     | +25    | 6      |
| 1.º  | Munster Rugby  | 4          | 3          | 0          | 1          | 91     | 71     | +20    | 6      |
| 4.º  | Irish Exiles   | 4          | 1          | 0          | 3          | 71     | 80     | -9     | 2      |
| 5.º  | Connacht Rugby | 4          | 0          | 0          | 4          | 42     | 110    | -68    | 0      |

|  | Campeón. |

### Resultados
| 1993 | Munster | 15 - 9 | Connacht |  |  |

| 1993 | Ulster | 21 - 3 | Irish Exiles |  |  |

| 1993 | Connacht | 10 - 39 | Ulster |  |  |

| 1993 | Irish Exiles | 8 - 13 | Leinster |  |  |

| 1993 | Irish Exiles | 41 - 12 | Connacht |  |  |

| 1993 | Munster | 21 - 19 | Leinster |  |  |

| 1993 | Leinster | 25 - 0 | Ulster |  |  |

| 1993 | Munster | 34 - 19 | Irish Exiles |  |  |

| 1993 | Leinster | 15 - 11 | Connacht |  |  |

| 1993 | Ulster | 24 - 21 | Munster |  |  |

| Bandera de Irlanda   |
| Campeón Leinster     |
| Décimo noveno título |

| Bandera de Irlanda    |
| Campeón Munster       |
| Décimo séptimo título |

| Bandera de Irlanda    |
| Campeón Ulster        |
| Vigésimo sexto título |